# Širazi
Širazi (eng. Shirazi, sva. Mbwera) su narod koji živi na Svahilijskoj obali (Zanguebar, Zanj, Zingium) i obližnje otoke u Indijskom oceanu. Osobito su koncentriani na otocima područja Zanzibara, otoku Pembi i otočju Komorima. Podrijetlo im se povezuje s gradom Šīrāzom (pokrajina Fars) i jugozapadnom obalnom regijom Perzije (današnji Iran). Širazi su poznati po pomaganju širenja islama na Svahilijskoj obali, svojoj ulozi u uspostavi arapsko-svahilijskih sultanata, svojem utjecaju na razvitak jezika svahilija te bogatstva koje su nagomilali od trgovanja robama i afričkim robljem, uglavnom govornicima bantuskih jezika. Istočnoafričko obalno područje i obližnji otici služili su im kao komercijalna baza. Širazi govore raznim oblicima svahilija. Po vjeri su šijitski i sunitski muslimani. Širazi su ostavili trag u toponimima, poput sela Shirazi u Keniji.

## Podrijetlo
Dvije su glavne teorije o podrijetlu Širaza.

### Usmena predaja
Prva je teza zasnovana na usmenoj predaji koja kaže da su se doseljenici iz regije Širaza u jugozapadnom Iranu izravno naselili u razne kontinentske luke i na otoka istočne Afrike. Doselili su se morskim putem u 10. stoljeću, na područje između Mogadishua u Somaliji na sjeveru sve do Sofale na jugu. Prema Irvingu Kaplanu, prije 7. stoljeća priobalje koje su pohodili perzijski migranti nastanjivali su necrnački (ne-negroidski) Afrikanci. Do vremena perzijskog naseljavanja ovog kraja, ove prethodne stanovnika raselili su nadolazeći Bantui i Niloti. Još je ljudi iz raznih dijelova Perzijskog zaljeva nastavilo seliti na Svahilijsku obalu sljedećih nekoliko stoljeća i to je formiralo suvremene Širaze.

## Napomene
1. ↑  U islamskoj literaturi robovi imenom Zanj naziva se bantu-govorne robove iz istočne Afrike.[5][6]